# Pteris scabripes
Pteris scabripes är en kantbräkenväxtart som beskrevs av Nathaniel Wallich. Pteris scabripes ingår i släktet Pteris och familjen Pteridaceae. Inga underarter finns listade.